# Cal Granotes
Cal Granotes és un edifici del municipi d'Igualada (Anoia) protegit com a bé cultural d'interès local.
És un antic edifici industrial. Consta fonamentalment de dues plantes comunicades per un forat al sostre denominat la trapa per on es pujaven les pells. La planta baixa on es feia l'adob, és coberta per deu voltes creuades, per aresta fetes amb un encofrat de morter de calç i pedra que reposen en sis pilars centrals de secció quadrada. La planta superior o estenedor està formada per un espai obert i és coberta amb teulada a dues aigües de teula àrab.

## Història
És un edifici industrial situat en ple barri adober a frec del rec o séquia. Ja existia amb anterioritat a l'any 1763. El 1790 en el mateix edifici hi havia una oficina de fer aiguardent. L'indret s'anomenava la plana del cornet. L'any 1983 aquest edifici va ser adquirit per l'ajuntament d'Igualada, el servei de museus de la generalitat i el gremi de Blanques d'Igualada. Ha estat rehabilitat pel servei del Patrimoni Arquitectònic de la Diputació de Barcelona. El 1990 s'hi inaugurà el Museu de la Pell de Catalunya.